# Phobeticomyia preapicalis
Phobeticomyia preapicalis är en tvåvingeart som beskrevs av Malloch 1929. Phobeticomyia preapicalis ingår i släktet Phobeticomyia och familjen lövflugor. Inga underarter finns listade i Catalogue of Life.